# Hannah Mae
Hannah Mae, artiestennaam van Hannah Schoonbeek, (Emmen, 16 november 1998) is een Nederlandse singer-songwriter.

## Levensloop

### Carrière
Mae begon met het schrijven van liedjes toen ze zestien was. In 2019 bereikte haar nummer Back to You de eerste plaats in de Tipparade. Dit nummer werd gebruikt als achtergrondmuziek in de reclames van de PLUS supermarkten. Mae is onder contract bij Spark Records, het platenlabel van zangeres Ilse DeLange. Bij dit label heeft ze de nummers Back to You, Little Things, en De Kerkstraat uitgebracht. Ze veranderde haar muziekstijl van country en folk naar Nederlandstalige pop. Ze werkt vaak samen met het producersduo The Companions.
In 2021, na de coronalockdown, begon Mae aan haar 'Little Things Tour' langs de Nederlandse poppodia. In september 2022 bracht ze een eerste eigen Nederlandstalige nummer "De Kerkstraat" uit. Twee maanden later bracht ze de single Wat wil je van mij uit, in samenwerking met de Belgische zanger Metejoor. Deze single heeft wekenlang in de hitlijsten van Nederland en België gestaan. Op Koningsdag 2023 ontving het duo een gouden plaat voor de single, die meer dan 20 miljoen streams op Spotify heeft behaald. In mei 2023 bracht Mae de single Zonder uit, een nummer gebaseerd op een verzonnen verhaal.
In 2023 mocht ze meerdere keren in het voorprogramma van Suzan & Freek, Miss Montreal & Ilse DeLange staan. Ook stond ze op Concert At Sea. Eind 2023 brengt Mae de single Waterdicht uit, een persoonlijk nummer geschreven voor haar moeder. Het nummer weet op 24 februari 2024 de negende plaats in de Top 40 te behalen.
Ze stond in het voorjaar van 2024 in het voorprogramma van Suzan & Freek hun clubtour. Ze deed ook een eigen clubtour en mocht ook op Koningsdag staan met Waterdicht. Op 23 mei 2024 bracht ze samen met Belgische zanger Maksim Stojanac Ik wil dat je liegt uit, het nummer gaat over een relatie die op de klippen loopt en waarvan je stiekem hoopt dat dit niet waar is. In de zomer stond ze op vele festivals waaronder terug op Concert At Sea en ze mocht meerdere keren in het voorprogramma van Racoon & Acda en De Munnik staan. Op 31 augustus 2024 werd hun lied de winnaar van de Radio 2 Zomerhit in België. Vanaf 14 september 2024 is Mae een van de deelnemers van het televisieprogramma Beste Zangers. Op 7 februari 2025 bracht Mae haar debuutalbum Rode draad uit. Twee weken later begon haar Rode Draad Tour. Op 20 juni 2025 kwam haar nieuwe single "Déjà Vu" uit, twee dagen later stond ze op Pinkpop.  

## Discografie

### Albums
| Album      | Verschijnen     | Label         | Hitlijsten | Hitlijsten | Hitlijsten | Hitlijsten | Opmerkingen |
| Album      | Verschijnen     | Label         | BE (VL)    | BE (VL)    | NL         | NL         | Opmerkingen |
| Album      | Verschijnen     | Label         | Piek       | Weken      | Piek       | Weken      | Opmerkingen |
| ---------- | --------------- | ------------- | ---------- | ---------- | ---------- | ---------- | ----------- |
| Rode draad | 7 februari 2025 | Spark Records | 77         | 2          | 10         | 8          | Studioalbum |

### Singles
| Lied                              | Verschijnen       | Album              | Hitlijsten | Hitlijsten | Hitlijsten  | Hitlijsten  | Hitlijsten   | Hitlijsten   | Opmerkingen                                                 |
| Lied                              | Verschijnen       | Album              | BE (VL)    | BE (VL)    | NL (Top 40) | NL (Top 40) | NL (Top 100) | NL (Top 100) | Opmerkingen                                                 |
| Lied                              | Verschijnen       | Album              | Piek       | Weken      | Piek        | Weken       | Piek         | Weken        | Opmerkingen                                                 |
| --------------------------------- | ----------------- | ------------------ | ---------- | ---------- | ----------- | ----------- | ------------ | ------------ | ----------------------------------------------------------- |
| Back to You                       | 11 oktober 2019   | —                  | tip24      | —          | tip1        | —           | —            | —            | NPO Radio 2 TopSong                                         |
| Little Things                     | 11 september 2020 | —                  | tip24      | —          | —           | —           | —            | —            |                                                             |
| Wat wil je van mij (met Metejoor) | 16 november 2022  | Rode draad         | 2          | 34         | 2           | 27          | 6            | 46           | Platina in Nederland, Q-Topschijf                           |
| Zonder                            | 11 mei 2023       | Rode draad         | —          | —          | tip12       | —           | —            | —            |                                                             |
| Waterdicht                        | 20 oktober 2023   | Rode draad         | —          | —          | 9           | 18          | 7            | 54           | Platina in Nederland / Goud in België                       |
| Ik wil dat je liegt (met Maksim)  | 23 mei 2024       | Rode draad         | 1 (2 wk)   | 42         | 8           | 24          | 18           | 32           | MNM Big Hit / Q-Topschijf / Hit van 100 / Platina in België |
| Mes in m'n rug                    | 5 oktober 2024    | Beste zangers 2024 | —          | —          | tip12       | —           | 75           | 3            |                                                             |
| Rode draad                        | 8 november 2024   | Rode draad         | —          | —          | 28          | 7           | 75           | 5            | NPO Radio 2 TopSong                                         |
| Déjà Vu                           | 20 juni 2025      | —                  | —          | —          | tip22       | —           | —            | —            |                                                             |

### NPO Radio 2 Top 2000
| Nummers met noteringen in de NPO Radio 2 Top 2000 | '23  | '24  |
| ------------------------------------------------- | ---- | ---- |
| Wat wil je van mij (met Metejoor)                 | 1994 | 1494 |
| Waterdicht                                        | -    | 453  |

1. ↑  Een '-' betekent dat het nummer niet was genoteerd en een vetgedrukt getal geeft de hoogste notering van een nummer aan.
2. ↑  2023 was het eerste jaar met een notering voor Hannah Mae.